# Dina Shihabi
Dina Shihabi (in arabo دينا الشهابي‎?; Riad, 22 settembre 1989) è un'attrice saudita naturalizzata statunitense.

## Biografia
Nata a Riyadh, in Arabia Saudita, da una famiglia di origini europee, è cresciuta tra l'Arabia Saudita, Beirut e Dubai. Come afferma in una intervista, "Mi considero arabo europea perché mio padre Ali Shihabi è metà saudita, metà norvegese e mia madre Nadia è metà palestinese, metà tedesca e haitiana, ma cresciuta in Francia". Si appassiona ai film sin dall'infanzia.
All'età di 11 anni iniziò a prendere lezioni di danza presso il Dubai Community Theatre and Arts Centre Chaloub Studio da Sharmilla Kamte, conosciuta come la "regina della danza" degli Emirati Arabi Uniti, divenendo danzatrice professionista e viene incoraggiata in seguito ad intraprendere la carriera di attrice.
A 18 anni si trasferisce a New York, dove frequenta la American Academy of Dramatic Arts, la Juilliard School e il graduate Acting Program presso la NYU Tisch School for the Arts. È la prima donna nata in Medio Oriente ad essere accettata sia alla Juilliard School che alla NYU Graduate Acting, nonché la prima donna dell'Arabia Saudita accettata in queste istituzioni.
Esordisce ufficialmente nel febbraio 2019, quando viene scelta per il ruolo diDig 301 per la seconda stagione della serie di fantascienza targata Netflix Altered Carbon e, nel 2022, con la serie TV Netxflix "Archive 81 - Universi alternativi"
La sua lingua madre è l'arabo levantino.

## Filmografia parziale

### Televisione
- Amira & Sam - serie TV, (2014)
- Cul-de-Sac - cortometraggio, (2016)
- Madame Secretary - serie TV, (2014-2019)
- Ciliegia Pop - serie TV, (2017)
- Daredevil - serie TV, (2015-2018)
- Jack Ryan - serie TV, (2018)
- Ramy - serie TV, (2019)
- Altered Carbon – serie TV, (2020)
- Archive 81 - Universi alternativi – serie TV (2022)
- Painkiller - serie TV (2023)